# Apalis fuscigularis
Apalis fuscigularis és una espècie d'ocell de la família dels cisticòlids (Cisticolidae) endèmica de les muntanyes Taita, Kenya. Anteriorment es considerava que era una subespècie de l'apalis de collar (Apalis thoracica).
En català rep el nom d'apalis dels Taita, en anglès: Taita Apalis i en francès: Apalis des Teita.

## Descripció
És un ocell arbori de port mitjà, que fa de 14 a 16 cm de llarg i pesa uns 10 a 12 g. El plomatge és gris fosc a l'esquena amb tons una mica més foscos a les ales i cua. La gola i el pit són negres i el ventre blanquinós. Els ulls són d'un blanc platejat. La crida és un "pillipp, pillippp" repetitiu, mentre que el cant del mascle és un fort "chwii, chwii" o "chiwk, chiwk, chiwk", al qual se sol sumar la femella formant un duet.

## Hàbitat
L'hàbitat natural són els boscos montans humits tropicals. Està amenaçat per pèrdua d'hàbitat.
És un dels ocells més escassos del món. S'estima que la població actual és d'uns 300 a 650 individus madurs, encara que el relleu realitzat el 2009–2010 indica que la població ha disminuït de forma notable en tot el seu hàbitat i avui és possible que la població amb prou feines arribi a 60 a 130 exemplars. La majoria del bosc original ha estat cultivat o reforestat amb espècies d'arbres no nadius, tot i que se sap poc sobre les causes d'aquesta caiguda abrupta de població. No obstant això, una gran sequera que va tenir lloc el 2009 pot ser que hagi estat el factor determinant. Es troba molt fragmentada.